# Blaupunkt-Flötenfisch
Der Blaupunkt-Flötenfisch (Fistularia tabacaria) ist ein sehr schlanker, langgestreckter Raubfisch, der in tropischen, subtropischen und gemäßigten Regionen des Atlantiks weit verbreitet ist.

## Verbreitung
Im Atlantik reicht sein Verbreitungsgebiet im Osten von Cap Blanc und Kap Verde bis nach Angola, im westlichen Atlantik von Südkanada über den Golf von Mexiko und die Antillen bis zur Küste Südamerikas. 

## Merkmale
Der Blaupunkt-Flötenfisch kann eine Maximallänge von zwei Meter erreichen, bleibt aber für gewöhnlich bei einer Länge von 1,20 Meter (ohne den langen Schwanzfaden). Sein Körper ist zylindrisch, sehr dünn und schuppenlos. Er besitzt eine auffällige, lang ausgezogene, röhrenförmige Schnauze. Rücken- und Afterflosse werden jeweils von 14 bis 16 Weichstrahlen gestützt. Die Wirbelzahl liegt bei 87. Die ersten vier Wirbel sind zusammengewachsen. Die Schwanzflosse läuft in einem langen Filament aus.
Der Blaupunkt-Flötenfisch ist oberseits bräunlich, unterseits heller und besitzt eine Reihe von hellblauen Punkten auf der Rückenmitte vom Kopf bis zur Rückenflosse sowie auf der Mitte der Körperseiten und zwei Reihen an der Seite des Röhrenmauls. Die Punktreihen an den Körperseiten verschmelzen in Richtung Schwanz zu Linien.

## Lebensweise
Der Blaupunkt-Flötenfisch lebt über Seegraswiesen und Felsriffen bis in Tiefen von 200 Meter. Er lebt als Einzelgänger oder in kleinen Schulen und ernährt sich vor allem von kleinen Fischen, daneben auch von Krebstieren oder anderen Wirbellosen.